# 克利爾克里克鎮區 (內布拉斯加州桑德斯縣)
克利爾克里克鎮區（英語：Clear Creek Township）是位於美國內布拉斯加州桑德斯縣的一個行政鎮區。

## 地方資料
克利爾克里克鎮區的面積為105.16平方千米，當中陸地面積為103.08平方千米，而水域面積為2.08平方千米。根據2020年美國人口普查的數據，當地共有人口1211人，而人口密度為每平方千米11.52人。